# Allan Silberbrandt
 Der er for få eller ingen kildehenvisninger i denne artikel, hvilket er et problem. Du kan hjælpe ved at angive troværdige kilder til de påstande, som fremføres i artiklen.

Allan Silberbrandt (født 22. august 1950) er en dansk journalist og studievært på TV 2 News. 
Silberbrandt blev uddannet på Frederiksborg Amts Avis 1973. Redaktionssekretær på Politiken Søndag 1978. USA-korrespondent for Politiken 1986. Ansat som redaktionschef og var med til at starte TV 2 Nyhederne i 1988. Souschef på Nyhederne og fra 1993 tillige aktualitetschef. USA-korrespondent for TV 2 i to omgange – først 1997-98 og igen fra 2002 til 2010. Han dækkede, med base i Washington, D.C., politik, kultur og samfund i USA. 
I 2010 erstattedes Silberbrandt på posten som USA-korrespondent af Jesper Steinmetz, og Allan Silberbrandt blev i efteråret 2010 fast studievært på TV 2s nyhedskanal, TV 2 NEWS.
Allan Silberbrandt er Marshall Memorial Fellow.